# Adelphomyia acicularis bidens
Adelphomyia acicularis bidens is een ondersoort van de tweevleugelige Adelphomyia acicularis uit de familie steltmuggen (Limoniidae). De soort komt voor in het Palearctisch gebied.